# Władysław Tarnowski

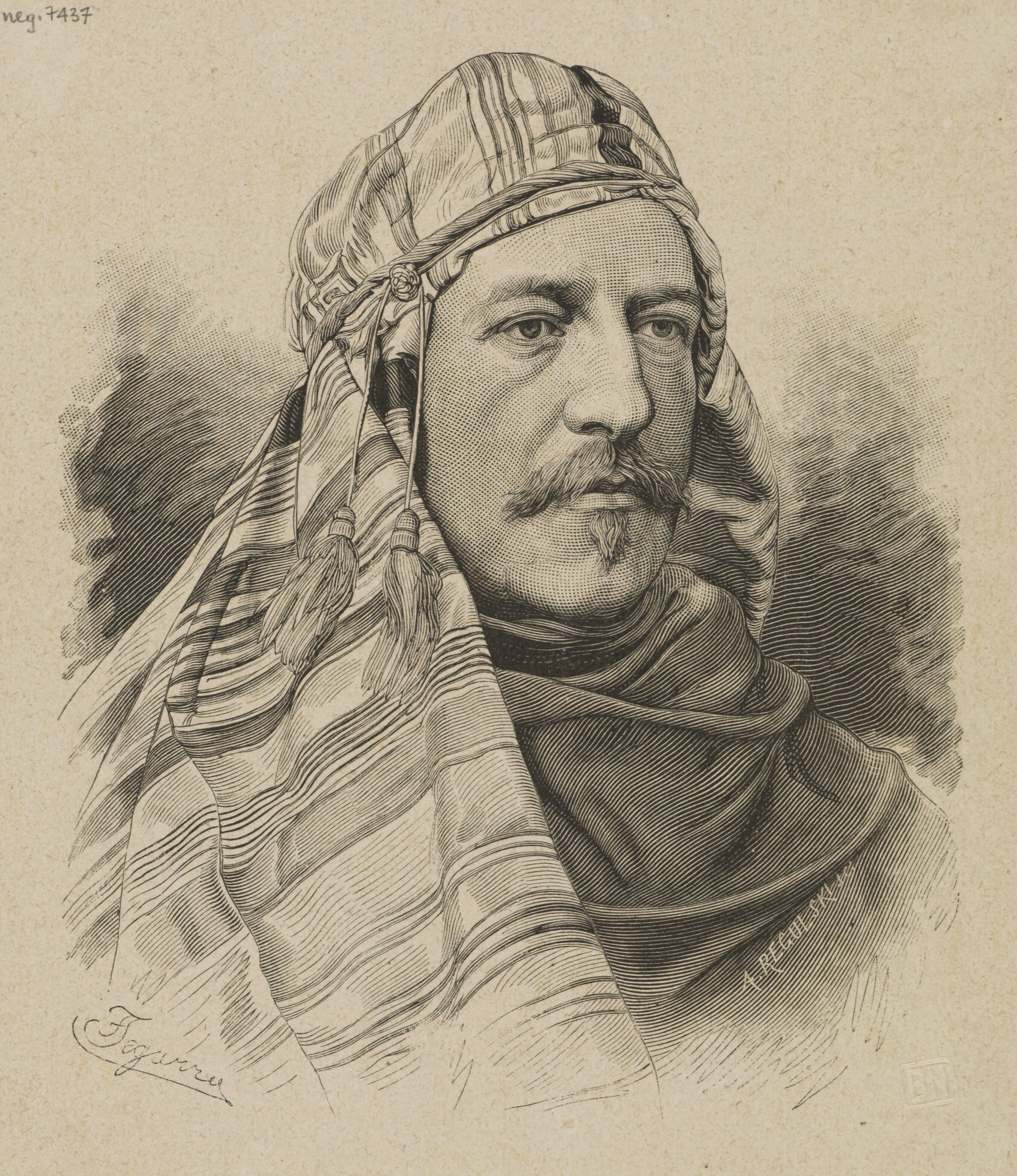
Władysław Tarnowski (Fr. Tegazzo és A. Regulski, 1878)

Władysław Tarnowski (írói neve Ernest Buława) (Wróblewice, 1836. június 4. – San Francisco, Kalifornia, 1878. április 19.) lengyel zeneszerző és zongoravirtuóz; költő és író.

## Élete
Gróf Tarnowski Valerian és Ernestine legidősebb fia. Władysław Tarnowski unokatestvére volt Stanisław Tarnowski. Gyerekkora óta barátjuk volt Arthur Grottger. Az ifjú Władysław a Jagelló Egyetemen jogot és filozófiát tanult. Zenei tanulmányait a párizsi konzervatóriumban folytatta (Daniel Auber tanítványa volt). Harcolt a januári felkelésben, ő volt a szerzője a felkelők egyik legismertebb dalának: „Jak to na wojence ładnie”. Később a drezdai konzervatóriumban tanult (Ignaz Moscheles és Ernst Friedrich Richter tanítványa volt). Liszt Ferenc volt utolsó tanára. Liszt és Tarnowski összebarátkoztak, Liszt egy levélben így írta le Władysław Tarnowskit:

„Az új barátom melankolikus, tartózkodó, kedves, hallgatag – remélem, hogy tetszeni fog neked...”

Liszt hozzá fűzött reményei nem váltak valóra, mivel Władysław számos területen alkotott (elaprózta magát), és mert korán elhunyt.
Władysław Tarnowski nagy utazó volt: járt Bécsben(itt verseket fordított németből és németre), Spanyolországban, Svájcban, Angliában, a Közel-Keleten, háromszor Görögországban, a teleket Dél-Olaszországban töltötte (ezekben az országokban is verseket írt és fordított, valamint zenét szerzett).
Egy utazás során hunyt el, San Francisco mellett, egy hajó fedélzetén. Halálának közvetlen oka szívprobléma volt, ez lehetett akár mérgezés vagy gyógyszermérgezés következménye is.

## Művei

### Zenei kompozíciók

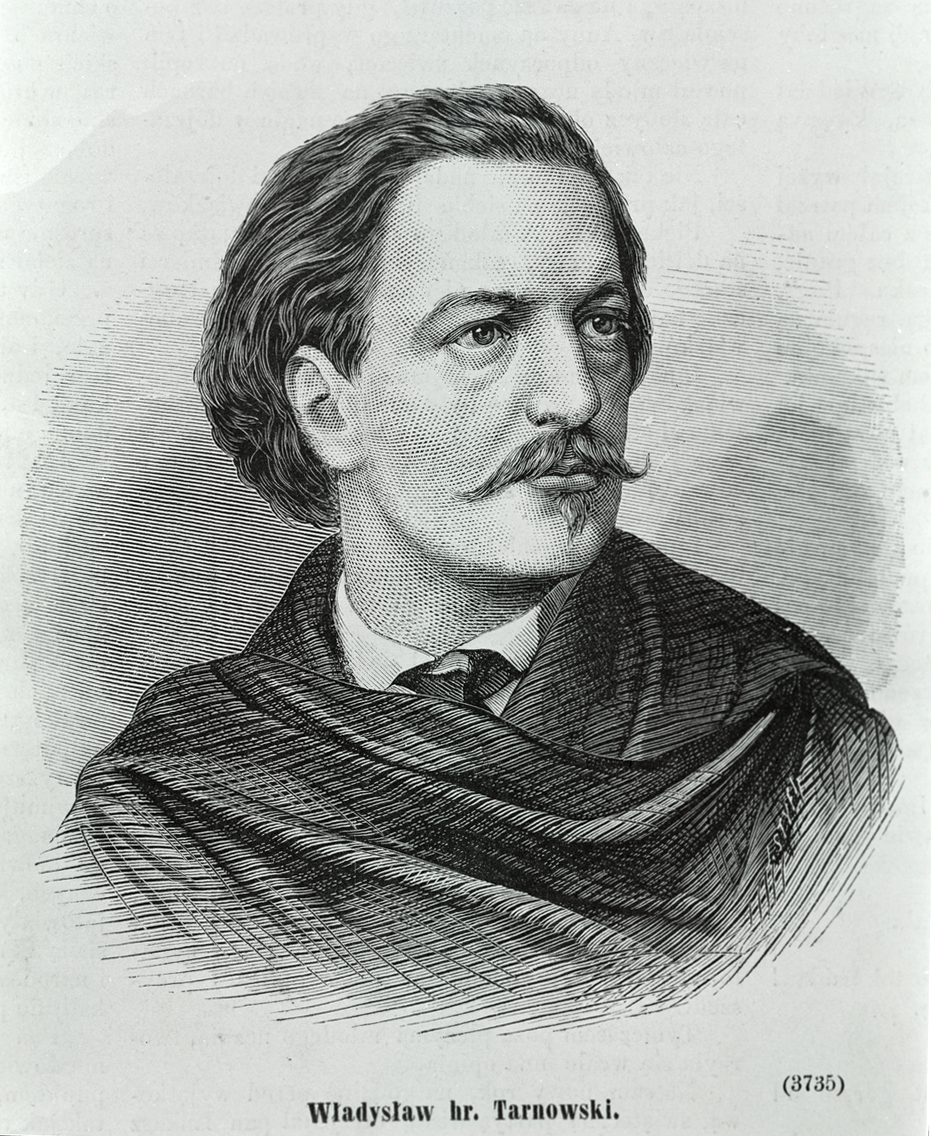
Władysław Tarnowski (Jan Styfi, 1877)

- Kamarazene
  - Quatour Ré-majeur pour Deur Violons, Viola et Violoncelle (Vonósnégyes D-dúr)[19]
  - Fantasia quasi una sonata (hegedűre és zongorára) (Bécs; V. Kratochwill)]
  - Souvenir d’un ange (hegedűre és zongorára) (1876)
- Zongoradarabok
  - 3 Mazurkas (~1870)
  - 2 pieces: Chart sans paroles és Valse-poeme (~1870)
  - Impromptu „L’adieu de l’artiste” (~1870)
  - Sonate à son ami Zawadzki (~1875)
  - Grande polonaise quasi rapsodie symphonique (~1875)
  - Extases au Bosphor, fantasie rapsodie sur les melodies orientales op. 10 (~1875)
  - Polonez dla Teofila Lenartowicza (1872 r.)[20]
  - Marsz żałobny z osobnej całości symfonicznej poświęcony pamięci Augusta Bielowskiego (1876)[21]Marsz żałobny z osobnej całości symfonicznej poświęcony pamięci Augusta Bielowskiego a Wikisource (pl)
- Ave Maria (1876)

- - Andantino pensieroso ("Echo Muzyczne", 17 XII 1878)[22]

- - Nocturnes:
    - Nocturne dédié à sa soeur Marie[23][24]
    - Nuit sombre[25]
    - Nuit claire[25]
- Ének szólókkal vagy kísérettel
  - A kto chce rozkoszy użyć vagy Jak to na wojence ładnie (1863)[26]
  - Cypryssen 5 characterische Gesänge, ötödik dal: Ich sank verweint in sanften Schlummer (1870)
  - Neig, o Schöne Knospe
  - Kennst du die Rosen (~1870)[27]
  - Du buch mit Siegen Siegeln és Ob du nun Ruhst.  (~1870)
    - Still klingt das Glöcklein durch Felder (~1875)

- - Zwei Gresänhe: Klänge Und Schmerzen és Nächtliche Regung (~1870)
  - Mein Kahn
  - Strofa dello Strozzi e la risposttadi Michalangelo[28]
- Operák és drámák
  - Achmed oder der Pilger der Liebe (Achmed, czyli pielgrzym miłości, <Achmed, vagy zarándok szerelem>, libretto és zene, ~1875)[29]
  - Karlińscy (zene és dráma, 1874)
  - Joanna Grey (zene és dráma, 1875)

### Irodalmi művek
- Versek
  - Poezye studenta (kötet 1-4, 1863-65)
    - Poezye Studenta. – 1. kötet (Leipzig, 1863, F.A. Brockhaus)
    - Poezye Studenta. – 3. kötet (Leipzig, 1865, F.A. Brockhaus)
    - Poezye Studenta. – 4. kötet (Leipzig, 1865, F.A. Brockhaus)

  - Krople czary Archiválva 2020. október 23-i dátummal a Wayback Machine-ben (Leipzig, 1865, Paweł Rhode)[30]
  - Szkice helweckie i Talia (Leipzig, 1868, P. Rhode)
  - Piołuny (Drezda, 1869, J.I. Kraszewski)
  - Nowe Poezye (1872, Księgarnia Seyferta i Czajkowskiego)
  - Kochankowie ojczyzny (1872)[31]
  - Praxytel i Fryne ("Ruch Literacki", 22 VII 1876, 53–54. oldal)
  - Pomnik Bielowskiego (1876)
- Drámák
  - Izaak (Lviv, 1871)
  - Ernesta Buławy Utwory Dramatyczne
    - Kötet I – Karlinscy (Lviv, 1874, Księgarnia Gubrynowicza i Schmidta)
    - Kötet II – Joanna Grey (Lviv, 1874, Księgarnia Gubrynowicza i Schmidta)
    - Kötet III – Ostatnie sądy kapturowe és Finita la comedia (Lviv, Księgarnia Gubrynowicza i Schmidta)

  - Achmed oder die Pilger der Liebe (libretto)